# Армения (Сальвадор)
Армения (исп. Armenia) — город и муниципалитет в западной части Сальвадора, на территории департамента Сонсонате.

## Географическое положение
Город находится на северо-востоке департамента, близ границ с департаментами Ла-Либертад и Санта-Ана. Абсолютная высота — 588 метров над уровнем моря. Площадь муниципалитета составляет 65,64 км².

## Население
По данным на 2013 год численность населения города составляет 19 976 человек.
Динамика численности населения города по годам:
| 1992   | 2013   |
| ------ | ------ |
| 11 864 | 19 976 |

## Спорт
В городе базируется футбольный клуб C.D. Salvadoreño.